# ひとりぼっちのエール
「ひとりぼっちのエール」は、日本のロックバンドである安全地帯の楽曲。
1993年2月10日にKitty Recordsから23枚目のシングルとしてリリースされた。前作「あの頃へ」（1992年）よりおよそ2か月ぶりとなるシングルであり、作詞は須藤晃、作曲は玉置浩二、編曲は安全地帯が担当している。
囁くような歌い方の静かな導入部から徐々に即興の入り混じった情熱的な歌い方に変化するミディアムナンバーであり、日本テレビ系テレビドラマ『お茶の間』（1993年）の主題歌として使用された。本作はオリジナル・アルバムには未収録となり、ベスト・アルバム『安全地帯ベスト2 〜ひとりぼっちのエール〜』（1993年）でアルバム初収録となったほか、同アルバムの副題としても使用された。オリコンシングルチャートでは最高位14位となった。
本作を最後に安全地帯はシングル「出逢い」（2002年）まで約9年間に渡る活動休止期間に入った。また安全地帯は同年Sony Recordsに移籍したため、Kitty Recordsからリリースされた最後のシングルとなった。

## 背景
安全地帯は8枚目のアルバム『安全地帯VIII〜太陽』（1991年）リリースと同時期にキティから独立し、「Musical Farmaer's Production」という新事務所を設立した。しかし独立を機に周囲の状況が玉置の指示通りにならなくなり、また時代の流れによる打ち込みを多用するレコーディングに対し玉置が強い抵抗感を示した事などにより、仕事も少なくなっていく中でメンバーとの関係性も冷え込み溝が生まれるようになった。この時期の玉置は純粋に音楽制作を行うために一度北海道への帰還を打診したものの、東京に家族を抱えるメンバーの了承は得られなかったためにバンド存続の意味合いを見出せない状態となった。
また、1988年頃のライブではメンバー以外も含めて15名もステージ上にいた事に玉置が反発した結果、1990年のコンサートツアー「安全地帯VII-夢の都-TOUR」および1991年のコンサートツアー「安全地帯 VIII MUSICAL FARMER'S TOUR」ではそれまで4名いたサポート・ミュージシャンが徐々に減っていく事となった。1992年には安全地帯のデビュー10周年を記念し、4月16日の川崎クラブチッタから12月26日の神奈川県民ホールまでコンサートツアー「10th Anniversary Acoustic Special Night」を実施、最終日となった神奈川県民ホールでの模様はライブ・ビデオ『安全地帯アンプラグド・ライヴ!』（1993年）にノーカットで収録されている。同ツアーでは即興の歌や激しいシャウト、ギターの弦を引きちぎる行為やギターを床に叩きつける行為など、それまでにない玉置のパフォーマンスが行われた。同ツアーを最後に安全地帯は活動休止状態になり、玉置はソロ・アルバムの制作に取り掛かることとなった。

## 音楽性と歌詞
本作の作詞は音楽プロデューサーである須藤晃が担当している。須藤はかつて浜田省吾、村下孝蔵、尾崎豊などのシンガーソングライターの作品を数多く手がけており、当時の玉置に関して須藤は「自分とは接点がない存在だと感じていた。彼らの移籍についても、まったく興味はなかった」と述べている。しかし玉置のソロ第2作となるアルバム『あこがれ』（1993年）の制作時において、玉置が自らによる作詞に意欲を示したもののアルバムの制作が遅れていたため、プロデューサーである金子章平とスーパーバイザーである星勝の両名は玉置が求める歌詞の方向性を理解した上で、須藤を星の事務所に招き金子がデモテープを渡した事で同作の作詞を須藤が担当することとなった。『あこがれ』の制作に携わった須藤は、玉置がバンドではなくソロ活動を望んでいた様子であったことから、安全地帯としてのシングルである本作の制作には全く積極的ではなかったように思うと述べている。須藤は玉置を精神的な世界に引き込んだ自覚があると認め、その結果として完成したのが玉置のソロ第3作となるアルバム『カリント工場の煙突の上に』（1993年）という「とてつもなく重くて深いアルバム」であった述べている。
ベスト・アルバム『ALL TIME BEST』（2017年）の楽曲解説では、本作を「静かに穏やかに始まるミディアムナンバー」と表記しており、囁くような玉置のボーカルが徐々に情熱的になり即興を交えながら「太い歌になっていく」と表現している。終盤のコーラスに被せるように挿入される玉置のアドリブによるスキャットについては「エモーショナルかつ胸に響く」と表記し、「みんなで肩を組んで合唱したくなるような力強さを持った、勇気づけられる一曲」であると総括している。

## リリース、メディアでの使用、チャート成績
本作は1993年2月10日にKitty Recordsより8センチCDとしてリリースされ、日本テレビ系テレビドラマ『お茶の間』（1993年）の主題歌として使用された。シングル盤にはカップリング曲として、前作「あの頃へ」（1992年）の日本武道館におけるライブ演奏の模様が収録されている。
本作はオリコンシングルチャートにおいて最高位14位、登場週数は10回で売り上げ枚数は23.0万枚となった。本作の売り上げ枚数は安全地帯のシングル売上ランキングにおいて7位となった。
本作リリース後に安全地帯は公式な声明を出さずに活動休止状態となり、シングル「出逢い」（2002年）において活動再開するまで作品のリリースが途絶えることとなった。また、Kitty Recordsからのシングルリリースは本作が最後となり、同時に8センチCDのリリースも本作で最後となった。その後玉置はデビュー以来所属していたKitty Recordsから離脱しSony Recordsへ移籍することとなった。

## シングル収録曲
| 全作曲: 玉置浩二、全編曲: 安全地帯。 |                                                |           |            |      |
| #                                    | タイトル                                       | 作詞      | 作曲・編曲 | 時間 |
| 1.                                   | 「ひとりぼっちのエール」                       | 須藤晃    | 玉置浩二   | 6:42 |
| 2.                                   | 「あの頃へ 〜'92日本武道館〜命〜「涙の祈り」」 | 松井五郎  | 玉置浩二   | 4:58 |
| 3.                                   | 「ひとりぼっちのエール」(オリジナル・カラオケ) |           | 玉置浩二   | 6:42 |
| 合計時間:                            | 合計時間:                                      | 合計時間: | 18:22      |      |

## リリース履歴
| No. | 日付          | レーベル      | 規格      | 規格品番  | 最高順位 | 備考 |
| --- | ------------- | ------------- | --------- | --------- | -------- | ---- |
| 1   | 1993年2月10日 | Kitty Records | 8センチCD | KTDR-2080 | 14位     |      |

## 収録アルバム
「ひとりぼっちのエール」
- 『安全地帯ベスト2 〜ひとりぼっちのエール〜』（1993年）
- 『安全地帯 テーマソングス』（1995年）
- 『TREASURE COLLECTION』（1999年）
- 『安全地帯 COMPLETE BEST』（2005年）
- 『安全地帯 ゴールデン☆ベスト』（2006年）
- 『The Ballad House〜Just Old Fashioned Love Songs〜』（2012年） - アレンジ、ボーカルを新録音して収録。
- 『ALL TIME BEST』（2017年）
- 『THE BEST ALBUM 40th ANNIVERSARY 〜あの頃へ〜』（2022年）

「あの頃へ 〜'92日本武道館〜命〜「涙の祈り」」
- 『安全地帯 アナザー・コレクション -アルバム未収録曲集-』（1994年）